# 15557 Kimcochran
15557 Kimcochran è un asteroide della fascia principale. Scoperto nel 2000, presenta un'orbita caratterizzata da un semiasse maggiore pari a 2,8597198 UA e da un'eccentricità di 0,0815208, inclinata di 1,16175° rispetto all'eclittica.